# Мятеж в Пенсильвании
Мяте́ж в Пенсильва́нии  (англ. Pennsylvania Mutiny), также известен под названием Филадельфи́йского мятежа́ — антиправительственный протест, организованный в июне 1783 года солдатами Континентальной армии. Мятеж и отказ Высшего Исполнительного совета Пенсильвании остановить его в конечном итоге привели к тому, что Конгресс Конфедерации освободил Филадельфию и создал федеральный округ, явившийся предпосылкой для будущей столицы.

## Предыстория
С марта 1781 года Конгресс Конфедерации и Высший исполнительный совет Пенсильвании располагались в здании нынешнего «Индепенденс-холла». Согласно Статьям Конфедерации, Конгресс Конфедерации не имел прямого контроля над вооружёнными силами за исключением военного времени и в значительной степени зависел от использования ополченцами штата для обеспечения соблюдения законов и поддержания порядка.
17 июня 1783 г. Конгресс Конфедерации получил от солдат Континентальной армии, дислоцированных в Филадельфии, в котором они требовали исполнения обязательства по оплаты их службы во время Войны за независимость США. Солдаты пригрозили принять меры в тот же день, если их жалобы не будут рассмотрены. Конгресс Конфедерации проигнорировал их сообщение, но солдаты не выполнили свою угрозу. Однако два дня спустя Конгресс Конфедерации получил известие, что группа, насчитывающая до 80 солдат, покинула свой пост в Ланкастере и присоединилась к солдатам, дислоцированным в городских казармах. Объединённая военизированная группа (около 500 человек) имела эффективный контроль над складами оружия и боеприпасов.

## Протесты
На следующее утро 20 июня в Палату представителей Пенсильвании ворвались около 400 солдат, требуя оплаты. Солдаты заблокировали дверь и сначала отказались выпустить делегатов. Делегат от Нью-Йорка Александр Гамильтон убедил солдат разрешить Конгрессу Конфедерации собраться позже для обсуждения их проблемы. Это мнение возобладало, и в этот же день делегаты могли спокойно разойтись. В тот же вечер небольшой комитет Конгресса Конфедерации во главе с Гамильтоном собрался тайно, чтобы подготовить обращение к Высшему Исполнительному совету Пенсильвании с просьбой защиты от мятежников. В обращении, в частности, указывалась возможность Конгресса Конфедерации выбрать себе другое место для заседаний в том случае, если не будет предпринято никаких действий.
21 июня комитет встретился в Доме штата с членами Высшего Исполнительного совета Пенсильвании, включая его президента Джона Дикинсона. Члены комитета попросили сделать больше для защиты федерального правительства. Дикинсон и совет согласились проконсультироваться с командирами ополчения и ответить комитету на следующий день. Собравшись на следующее утро, члены комитета узнали, что их запрос был отклонён. Не имея достаточных гарантий от властей штата для нормального функционирования Конгресса Конфедерации, делегаты в тот же день покинули Филадельфию и направились в Нассау-холл в Принстоне, который стал временной столицей США.

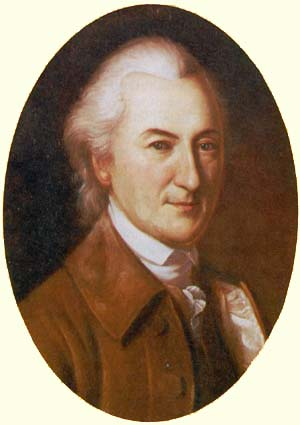
Джон Дикинсон.1780 год.

Для подавления мятежа, состоявшегося 24 июня, Джордж Вашингтон направил 1500 военнослужащих под совместном командованием генерал-майора Уильяма Хета и генерала в отставке Роберта Хоу. В ходе проведённой операции некоторые из мятежников оказались под арестом, и Конгресс Конфедерации назначил расследование этого инцидента.

## Эффект
Выдвигаются три причины, по которым Джон Дикинсон и Высший Исполнительный совет Пенсильвании бездействовали. Официальная аргументация Высшего Исполнительного совета заключалась в скептицизме насчёт достойного сопротивления местных ополченцев своим сослуживцам. Кроме того, там посчитали, что конфликт был не таким серьёзным и было ожидание на его мирное разрешение. Вторая версия заключается в том, что Дикинсон, будучи офицером ополчения, с пониманием относился к жалобам солдат. Третья версия — отказ был продиктован отстаиванием суверенитета Пенсильвании перед требованиями нескольких делегатов.
После череды смен своего пребывания вследствие переезда временной столицы (Принстон, Аннаполис, Трентон, Нью-Йорк) на состоявшемся в 1787 году Конституционном съезде делегаты решили снова встретиться в Филадельфии. Решение о создании федерального округа, оформленное на съезде, было продиктовано неспособностью Пенсильвании защитить Конгресс Конфедерации. Это решение делегаты съезда подкрепили полномочиями «осуществлять исключительное законодательство во всех случаях, в отношении такого района (не превышающего десяти квадратных миль), который может путём уступки отдельных штатов и согласия Конгресса США, стать резиденцией Правительства США», которые были внесены в раздел 8 статью 1 учреждённой Конституции США.
После ратификации Конституции США в 1788 году Нью-Йорк был объявлен временной столицей США. В 1790 году Конгресс США принял закон о проживании, который создал округ Колумбия, расположенный на берегу реки Потомак из земель, принадлежащих штатам Мэриленд и Вирджиния, в качестве места для новой федеральной столицы. Законом был установлен 10-летний срок нахождения временной столицы в Филадельфии на время строительства новой. 14 мая 1800 г. федеральное Правительство в последний раз переехало из Филадельфии.